# Стены Успенского монастыря
Стены Успенского монастыря — это часть комплекса Кирилло-Белозерского монастыря, построенная в XVI веке, однако южное и северное прясла были перестроены в XVII веке.

## Описание
Первоначально ограды у монастыря не было, границы монастыря определялись кельями и другими хозяйственными постройками. Однако развитие монастыря, рост его влияния и богатств, превращение монастыря в опорный пункт молодого Московского государства диктовали необходимость постройки надёжной ограды. Первая ограда была деревянной, от неё мало что осталось. Каменная ограда была построена поверх деревянной.

### Западное прясло
Длина этого прясла от Свиточной башни до Мереженной составляет 286 метров. Она имеет много следов разновременных перестроек и переделок. В 1836 году снаружи стена была укреплена контрфорсами.
Стена на этом участке была двухуровневая. От нижнего яруса на всём протяжении стены сохранилась (где-то восстановленная новым кирпичом) цепь коробовых арок с амбразурами для подошвенного боя (сохранились не везде). Вторым ярусом является потолок над арками, который служил ходом вдоль стены для большего удобства ведения боя.
Второй ярус оснащён двумя рядами щелеобразных бойниц, как прямых, так и косых. Снаружи под бойницами проходят орнаментный пояс из треугольных впадинок и полукруглый рубец, характерный для стен Нового города. Однако из-за перестроек украшение сохранилось не везде, и не в первозданном виде.
Прясло делится на части водяными воротами с надвратной церковью Преображения Господня и двумя маленькими башнями: Хлебной и Поваренной. Если между стеной и церковью по второму уровню ещё можно было пройти (сейчас проход перегорожен решётками), то башни дробили уже и второй уровень. Церковь была построена в 1595 году. Башни построены позднее, так как в описях 1601 и 1621 годов они не числятся, но в 1653 году они уже есть. Их сооружение вызвано хозяйственными нуждами: одна башня находилась у хлебни, другая — у поварни.
В 1934 году самое угрожающее для сохранности памятника состояние из всех стен Старого города имела стена, примыкающая к Мереженной башне, так как находилась в полуразрушенном состоянии, как и сама башня. Сейчас положение не слишком изменилось.

#### Фотографии архитектурных особенностей с юга на север
Фотографии других объектов, встроенных (включённых) в стену смотри в соответствующих статьях.
- Западное прясло от Свиточной башни, видны заваленности стены
- Арка первого уровня с заложенной бойницей, Западное прясло
- Разнообразие архитектурного декора, Западное прясло
- Западное прясло южнее церкви Преображения, видна как неоднородность самой стены, так и ход за церковью перегороженный решёткой
- Западное прясло со стороны озера у Водяных ворот
- Первый уровень Западного прясла севернее церкви Преображения
- Северное сопряжение церкви Преображения и Западного прясла
- Заросшая канавка, Западное прясло
- Два заложенных прохода Западного прясла
- Второй ярус Западного прясла
- Контрфорсы Западного прясла, севернее церкви Преображения
- Бойницы первого уровня Западного прясла зимой
- Заложенная калитка Западного прясла южнее Хлебной башни
- Калитка, Западное прясло, вид от озера
- Калитка, Западное прясло
- Встроенная в стену Поваренная башня
- Северная часть Западного прясла изнутри
- Откос Западного прясла, у Мереженной башни. Под обрушивмся откосом виден декор.
- Стена у Мереженной башни, Западное прясло

### Северное прясло
Северное прясло идёт от остатков Малой Мереженной башни до остатков Грановитой. Общая длина — 95,8 метра. Целиком находится внутри территории монастыря, отделяя Тюремный дворик (в 1934 году — скотного двора) от Успенского монастыря.
На 22 метре находятся ворота, называемые Конюшенными, в начале XX века заложенные (и остававшиеся в этом состоянии до 1950-х). Стена от Грановитой башни до ворот искажена позднейшей перестройкой XVIII века (шла во время описи 1773 года). Оставлен только ряд бойниц, характерных для более древних стен, украшения отсутствуют.
Стена от ворот до остатков Малой Мереженной башни более характерна для стен Старого города: и арки и бойницы повторяют западную стену. В связи с разломом большей части башни в XIX веке, стена тогда же была достроена до соединения с восточным пряслом.

#### Фотографии архитектурных особенностей с запада на восток
Фотографии других объектов, встроенных (включённых) в стену смотри в соответствующих статьях.
Стена с юга
- Конюшенные ворота и перестроенная в XVIII веке часть Северного прясла
- Стена около Мереженной башни, видны остатки ранней кладки
- Западная часть с юга, от Мереженной башни до ворот
- Конюшенные ворота с юга
- Разрушенные арки восточнее ворот
- Стена восточнее ворот
- Стена восточнее ворот с юго-востока
- Стена с ярко выраженными бойницами западнее контрфорсов
- Стена между контрфорсов
- Стена восточнее контрфорсов
- Стены на месте Грановитой башни

Стена с севера

### Восточное прясло
Восточное прясло отделяет территорию Нового города от территории Успенского монастыря. Сохранилось двумя частями. Первая — от Грановитой башни до здания Казнохранилища. Она длиной в 11,5 метров и похожа на западную стену. Однако проезд в ней устроен не арочным способом. Далее идут Святые врата, Братский корпус и вторая оставшаяся часть стены. Она имеет длину в 6,5 метров. Арки нижнего яруса хорошо сохранились. Остатки арок также заметны в Братском корпусе. Далее стена переходила через Свиягу и заканчивалась Круглой (Мельничной) башней, от которой остался только фундамент, который уже в 1934 году плохо проглядывался.

#### Фотографии архитектурных особенностей с севера на юг
Фотографии других объектов, встроенных (включённых) в стену смотри в соответствующих статьях.
- Южный остаток Восточного прясла
- Бойница подошвенного боя южной части Восточного прясла
- Ограда XIX века, построенная на месте Круглой башни и утраченных стен Успенского и Ивановского монастырей. Деревянные элементы - постсоветский период.

### Юго-восточное прясло
Юго-восточное прясло сохранилось лишь небольшим кусочком у Рыболовецкой палатки, ранее оно шло от Круглой башни. От остальной стены не видно даже фундамента, однако по описям (1601 года) она была подобна западной стене: двухъярусная, с ходом и бойницами.

#### Фотографии архитектурных особенностей с востока на запад
Фотографии других объектов, встроенных (включённых) в стену смотри в соответствующих статьях.
- Ворота в Ивановский монастырь
- Непонятная ниша в стене между воротами в Ивановский монастырь и Рыболовецкой палаткой

### Юго-западное прясло
Эта стена проходит от Рыболовецкой палатки до Свиточной башни. Она отличается от других своим строением, по этому и ряду других факторов её относят ко времени постройки Нового города. Стена имеет 2 яруса, причём верхний — с широкой галереей и двумя видами бойниц (прямые и косые) и бойницами для подошвенного боя. Сейчас стена находится в аварийном состоянии.

#### Фотографии архитектурных особенностей с востока на запад
Фотографии других объектов, встроенных (включённых) в стену смотри в соответствующих статьях.
- Юго-западное прясло, восточная часть, аварийная стена
- Юго-западное прясло
- Железные опоры Юго-западного прясла
- Юго-западное прясло, западная часть, аварийная стена
- Юго-западное прясло

### Стена между Архимандричьим корпусом и Казнохранилищем
К стенам Большого Успенского монастыря стоит отнести и арку, соединяющую Архимандричьий корпус и Казнохранилище.